# David Sulkovsky
David Sulkovsky (* 14. Juni 1978 in Freiburg im Breisgau) ist ein ehemaliger deutscher Eishockeyspieler, der im Verlauf seiner Karriere unter anderem für die Hannover Scorpions, Nürnberg Ice Tigers, Hamburg Freezers, Frankfurt Lions, Iserlohn Roosters, Grizzly Adams Wolfsburg und Schwenninger Wild Wings in der Deutschen Eishockey Liga (DEL) aktiv war. Mit Frankfurt gewann er 2004 die Deutsche Meisterschaft.

## Karriere
David Sulkovsky begann seine Karriere beim EHC Freiburg, für den er 1995 auch die ersten Spiele in der 1. Liga Süd bestritt. Nach drei Jahren in dieser Liga sowie 47 Spielen in der Bundesliga wechselte der Flügelstürmer nach vier Zweitligajahren im Breisgau zum damaligen Ligakonkurrenten Heilbronner EC in der Bundesliga, der zweithöchsten Spielklasse. 1999 unterschrieb Sulkovsky einen Vertrag bei den Hannover Scorpions aus der Deutschen Eishockey Liga, für die er in zwei Jahren genau 100-mal auf Torejagd ging. Nach der darauffolgenden Saison 2001/02, in der er für die Nürnberg Ice Tigers in 57 Spielen 25 Scorerpunkte erzielte, wurde der Linksschütze für zwei Spiele der deutschen Nationalmannschaft nominiert. Es folgte ein weniger erfolgreiches Jahr bei den Hamburg Freezers, die der gebürtige Freiburger zur Saison 2003/04 in Richtung Frankfurt Lions verließ. Gleich in seinem ersten Frankfurter Jahr wurde Sulkovsky mit den Hessen deutscher Meister. In den 15 Play-off-Spielen erzielte er fünf Punkte, ein Jahr später in elf Schlussrunden-Partien nur noch zwei – die Lions schieden im Halbfinale gegen den Rivalen Adler Mannheim aus. Während der Saison waren die Lions als Deutscher Meister automatisch für den IIHF European Champions Cup 2005 qualifiziert, in zwei Spielen auf internationaler Ebene, die die Lions beide verloren, konnte der Angreifer jedoch keinen Punkt erzielen.
In seiner letzten Spielzeit in der Mainmetropole erreichte David Sulkovsky in 44 Spielen lediglich noch vier Scorerpunkte, woraufhin er nach langer Vereinssuche erst kurz vor Trainingsbeginn einen Vertrag beim Ligakonkurrenten Iserlohn Roosters unterschrieb, für die eigentlich Thomas Greilinger vorgesehen war. Dieser hatte schon einen Kontrakt bei den Sauerländern unterschrieben, bat jedoch aufgrund einer alten Knieverletzung um Vertragsauflösung, sodass der Platz für Sulkovsky frei wurde. Der Angreifer konnte am Seilersee sofort überzeugen, weshalb man seinen Vertrag um zwei Jahre bis 2009 verlängerte. Zu Beginn der Saison 2007/08 brach sich der Ehemann und Vater eines Kindes den Arm und musste fast neun Wochen pausieren, weshalb er nur 39 Spiele in der Hauptrunde absolvieren konnte. Auch im nächsten Jahr blieb ihm das Verletzungspech treu, so dass Sulkovsky zunächst nur wenige Spiele bestreiten konnte. Nach einem Kniescheibenbruch war die Saison für ihn schließlich komplett beendet. Anschließend erhielt er kein neues Vertragsangebot von den Roosters. Zur Saison 2009/10 unterschrieb er einen Vertrag bei den Grizzly Adams Wolfsburg. Mit Wolfsburg wurde er in der Saison 2010/11 Vizemeister. Ab August 2011 spielte Sulkovsky erneut bei den Hannover Scorpions. Am 11. Januar 2013 bestritt der Stürmer im Derby Grizzly Adams Wolfsburg gegen Hannover Scorpions sein 700. DEL-Spiel. Seine letzte Saison als Spieler bestritt er 2013/14 für die Schwenninger Wild Wings. 
Von 2014 bis zum Ende der Saison 2017/18 war er für die Hannover Indians in der Eishockey-Oberliga als Geschäftsführer und Sportdirektor tätig.

## Erfolge und Auszeichnungen
- Aufstieg in die Bundesliga (zweithöchste Spielklasse) 1998 mit den Wölfen Freiburg
- Deutscher Meister 2004 mit den Frankfurt Lions

## Karrierestatistik
(Legende zur Spielerstatistik: Sp oder GP = absolvierte Spiele; T oder G = erzielte Tore; V oder A = erzielte Assists; Pkt oder Pts = erzielte Scorerpunkte; SM oder PIM = erhaltene Strafminuten; +/− = Plus/Minus-Bilanz; PP = erzielte Überzahltore; SH = erzielte Unterzahltore; GW = erzielte Siegtore; 1 Play-downs/Relegation; Kursiv: Statistik nicht vollständig)